# Mollaisaqlı
Mollaisaqlı är en ort i Azerbajdzjan.   Den ligger i distriktet İsmayıllı Rayonu, i den centrala delen av landet, 170 km väster om huvudstaden Baku. Mollaisaqlı ligger 391 meter över havet och antalet invånare är 1 051.
Terrängen runt Mollaisaqlı är kuperad. Närmaste större samhälle är Geoktschai, 12,2 km väster om Mollaisaqlı. 
Trakten runt Mollaisaqlı består till största delen av jordbruksmark. Runt Mollaisaqlı är det ganska tätbefolkat, med 124 invånare per kvadratkilometer.